# 아이기스토스

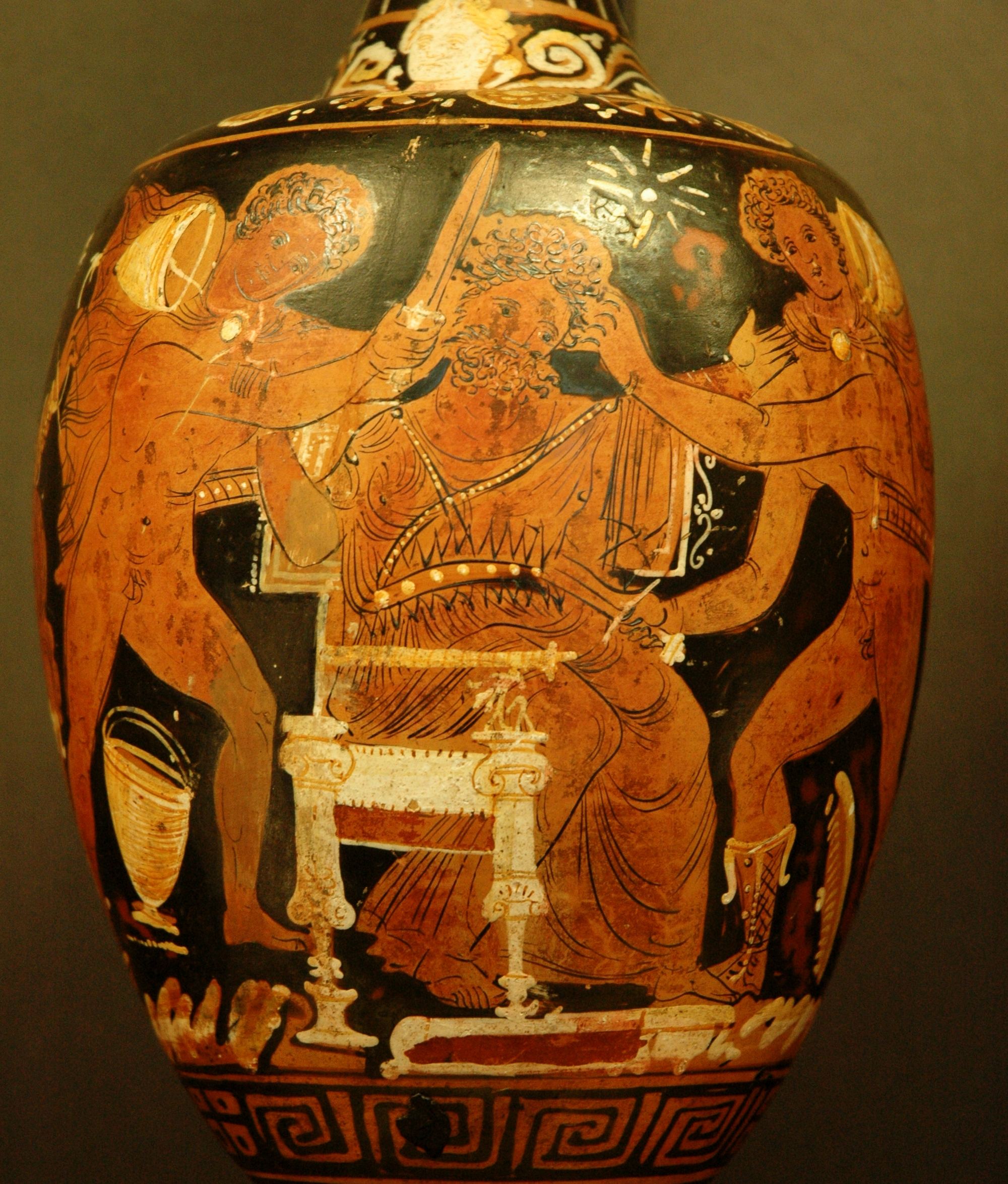
오레스테스에게 살해당하는 아이기스토스. 루브르 박물관 소장

아이기스토스(고대 그리스어: Αίγισθος)는 티에스테스와 티에스테스의 딸 펠로페이아 사이에서 난 아들이다.

티에스테스와 그의 형제인 아트레우스는 이복형제 크뤼시포스를 죽이고 아버지 펠롭스로부터 쫓겨나 미케네로 피신했다가 에우리스테우스 왕이 죽자 아트레우스가 왕위에 오른다. 티에스테스는 부당하게 미케네의 왕위를 빼앗겼다고 생각하고 있었다. 여러 차례 공방전이 벌어졌고, 티에스테스는 아트레우스의 아내 아에로페와 불륜을 벌였다. 아트레우스는 이에 대해 잔인하게 복수하였는데, 티에스테스의 아들들을 죽여 요리한 뒤 티에스테스에게 대접한 것이다. 티에스테스는 알지 못하고 요리를 먹고 말았다. 복수를 위해 신탁을 받으러 간 티에스테스는 그의 딸 펠로페이아와 아이를 만들라는 신탁을 받는다. 그러면 그 아이가 아트레우스를 죽일 것이라는 예언이었다. 티에스테스는 정체를 숨기고 펠로페이아를 강간하였다.

아이기스토스가 태어났을 때, 펠로페이아는 그를 버렸고, 아이기스토스는 양치기들에게 키워졌으며 염소의 젖을 먹고 자랐다. 아트레우스는 그의 출신을 알지 못한 채 아이기스토스를 데려와 자신의 아들처럼 키웠다.

펠로페이아는 강간당할 때 티에스테스의 칼을 몰래 숨겨두었는데, 자신을 범한 자가 아버지라는 사실을 알고 그 칼로 자살한다. 아트레우스는 티에스테스에 대한 증오로 아이기스토스를 보내 그를 죽이려 했는데, 아이기스토스는 티에스테스가 친부임을 알고 돌아가 숙부인 아트레우스를 살해하고, 아이기스토스와 티에스테스는 미케네의 왕위를 차지했다.

두 사람은 아트레우스의 아들인 아가멤논과 메넬라오스를 스파르타로 추방하고 함께 미케네를 다스렸다. 아가멤논과 메넬라오스는 틴다레오스 왕의 딸 클리타임네스트라, 헬레네와 각각 결혼하게 된다. 티에스테스 사후에 아이기스토스는 트로이 전쟁에 관계하지 않고 미케네를 다스렸다. 반면 아가멤논은 동생 메넬라오스가 아내 헬레네를 트로이아 왕자 파리스에게 빼앗긴 것이 전쟁의 계기였던 만큼 연합군의 수장으로서 원정을 가 있었다. 아이기스토스는 아가멤논이 자리를 비운 사이 클리타임네스트라를 유혹하였고 벌을 피하기 위해 신들의 제단에 값진 제물들을 많이 바쳤다. 아가멤논이 트로이 전쟁에서 돌아왔을 때, 아이기스토스는 클리타임네스트라와 짜고 아가멤논을 만찬에 초대해 살해한다. 이 때 아가멤논이 트로이아에서 포로로 데려왔던 공주 카산드라도 함께 살해당한다. 아가멤논의 살해 뒤에 아이기스토스는 미케네를 9년동안 더 다스렸으나, 9년 후 아가멤논의 아들인 오레스테스가 누이 엘렉트라와 함께 돌아와 아이기스토스와 어머니 클리타임네스트라를 죽여 복수했다.